# Desigualdad de Nesbitt
En matemáticas, la desigualdad de Nesbitt es un caso especial de la desigualdad de Shapiro. Ésta declara que para los números reales positivos a, b y c se obtiene que:
{\displaystyle {\frac {a}{b+c}}+{\frac {b}{a+c}}+{\frac {c}{a+b}}\geq {\frac {3}{2}}.}

## Demostración
Partiendo de la misma desigualdad de Nesbitt
{\displaystyle {\frac {a}{b+c}}+{\frac {b}{a+c}}+{\frac {c}{a+b}}\geq {\frac {3}{2}}}
se puede transformar el miembro izquierdo de la desigualdad como:
{\displaystyle {\frac {a+b+c}{b+c}}+{\frac {a+b+c}{a+c}}+{\frac {a+b+c}{a+b}}-3\geq {\frac {3}{2}}.}
Ahora esto puede ser transformado como:
{\displaystyle ((a+b)+(a+c)+(b+c))\left({\frac {1}{a+b}}+{\frac {1}{a+c}}+{\frac {1}{b+c}}\right)\geq 9.}
dividiendo por 3 y pasando el segundo factor al miembro derecho:
{\displaystyle {\frac {(a+b)+(a+c)+(b+c)}{3}}\geq {\frac {3}{{\frac {1}{a+b}}+{\frac {1}{a+c}}+{\frac {1}{b+c}}}}.}
De esta manera en el miembro izquierdo de la inecuación queda la media aritmética de los tres números y en el miembro derecho la media armónica, verificando que la desigualdad es cierta.